# マイペット
マイペットは、花王が発売している住宅用液体洗剤、及びそれを含むシリーズのこと。関連ブランドとして、マジックリン、クイックルがある。
なお、雑誌「月間自家用車」1965年6月号等には自動車専用の洗剤として宣伝されていた。

## 概要
1960年に日本初の住宅用液体洗剤「マイペット」を発売（当初は缶入り、1972年にポリ容器入りに変更）。仕上げの2度拭きが不要である点がウリ。続いて1970年には「ワックスマイペット」「ガラスマイペット」（現在はともに生産中止）を発売。現在ではマイペットに加えスプレー式の「かんたんマイペット」がある。かつては「ガラスマイペット」や「つや出しマイペット」を発売していたが、これらの2品は、2008年10月から「マジックリン」ブランドに移行した。
なお、環境保護の点から、2000年頃に「つや出しマイペット」を除いて、替えの商品が「つけかえ用」から「つめかえ用」になった。
花王では2010年から家庭用製品のパッケージ正面に用途名を表記しており、家庭用の「マイペット」・「かんたんマイペット」はいずれも"リビング用洗剤"と表記している。

## ラインナップ

### 現行品
マイペット
水で薄めて使用する希釈タイプ。大サイズの2L入りもある。かつては除菌効果もあった（除菌に使用する場合は標準より濃い除菌用濃度で使用し、あと水拭き）。つめかえ用はない。後に「花王プロシリーズ」（現・「Kaoプロシリーズ」）の業務用「月星クリーナー」（但し、除菌効果なし）も本品に一本化された。2016年秋にパッケージリニューアルし、先行でパッケージリニューアルされていた「かんたんマイペット」とパッケージデザインを統一した。
かんたんマイペット
スプレータイプ。新緑の香り。業務用サイズもある。業務用サイズは専用の業務用詰め替えスプレー容器に詰め替えて使用するが、家庭用「かんたんマイペット」のスプレー容器にも詰め替え可能。家庭用は広い泡・せまい泡（発売当初は泡・霧）の2段切替スプレーを使用している。家庭用は2015年10月にパッケージリニューアルし、本体は同年8月にリニューアルした「バスマジックリン 泡立ちスプレー」シリーズから順次採用している新型スプレーとなった。

### 製造終了品
- マイペットクロス - 「キッチンクイックル」へ改名
- スプレーマイペット - ガラスクリーナー（エアゾールタイプ）。「ガラスマイペット」へ改名
- ワックスマイペット - 床用ワックス
- ガラスマイペット - エアゾールタイプ、家庭用は2008年9月販売終了（業務用は「ガラスマジックリン 強力タイプ」として現在も発売中）
- 液体ガラスマイペット - 2008年10月に「ガラスマジックリン」へ改名
- フローリング用つや出しマイペット - 2008年10月に「フローリングマジックリン つや出しスプレー」へ改名